# زیتون‌لی
زیتون‌لی (به ترکی استانبولی: Zeytinli) شهری است در کشور ترکیه که در استان بالیکسیر واقع شده‌است. جمعیت این شهر بر اساس سرشماری سال ۲۰۰۸ میلادی ۱۵٬۳۱۳ نفر و بر اساس برآوردهای سال ۲۰۰۹ میلادی ۱۶٬۱۴۲ نفر می‌باشد.